# 계급배반투표
계급배반투표 현상이란 투표에서 자기 계층의 이익을 대변하는 후보나 정당을 찍지 않고 다른 계층의 대변자를 찍는 행위를 말한다.
1992년 대선에서 여당 민주자유당의 김영삼 후보에 맞선 민주당의 김대중후보는 농촌 유권자의 친 여당 성향을 비판하며 유권자의 책임을 지적했다. 이로 인해 그의 발언에 수긍하지 않는 청중들의 반발을 사기도 했다. 김대중은 "민주당은 13대 국회에서 수세·농지세 감면, 농어가 부채의 상환연기, 농·수·축협 조합장 직선제 도입 등 농민을 위해 일한 유일한 정당"이라면서 "3백64일 야당하다가 선거날에만 여당하는 농촌 유권자들은 이제 반성해야 한다."고 주장했다. 또한 "30여년간의 군정 기간중 가장 많은 차별과 천대를 받은 계층이 바로 여러분 농민들입니다. 그런데도 여러분은 뭐가 좋다고 선거때만 되면 여당을 찍고 선거가 끝나면 후회를 하곤 합니까"라고 주장했다.
2008년 4월 9일자 《경향신문》의 "총선 ‘계급 배반’의 오류 범하지 맙시다"라는 표제 기사로 사회 쟁점화되었다.
2012년 5월 한겨레신문과 한겨레사회정책연구소가 한국사회여론연구소에 의뢰해 조사한 여론조사에서 한국 빈곤층의 보수 성향이 중산층·상류층보다 더 높은 것으로 밝혀져 다시 주목되고 있다.
2022년 EAI동아시아연구소가 한국리서치에 의뢰해 조사한 여론조사에서 저소득층과 저학력층의 보수 성향이 고소득층과 고학력층에 비해 높은 것으로 나타나 다시 한번 주목되었다.  또한 계급배반투표의 존재 여부에 대한 팩트체킹의 활동으로 같은해 3월 9일, SBS·KBS·MBC 지상파3사가 한국리서치·코리아서치인터내셔날입소스주식회사에 의뢰해 진행한 출구 조사의 결과도 이를 뒷받침하는 결과가 나왔다.  이에 대해 후속 연구가 진행되어, 한국정치학회에 '유권자의 계급배반과 정치지식: 제20대 총선에 나타난 투표행태를 중심으로'라는 논문이 등재되었다.

## 비판
대한민국의 노동운동가 손낙구는 저서 《대한민국 정치사회지도》를 통해 계급배반투표 현상을 허상이라고 지적했다. 그에 따르면 못 사는 사람이 부자정당을 지지한다는 속설은 그의 실증적 연구에서 부정되었다고 한다.
대한민국의 진보적인 인터넷 언론매체 《오마이뉴스》는 2012년 4월 13일 기사에서 이 용어는 '우매한 대중이 선택을 그르쳐 스스로를 불행하게 했다'는 말맛을 풍긴다고 지적했다.

## 같이 보기
- 에티엔 드 라 보에시
- 자발적 복종
- 중우정치
- 강남좌파
- 스탠리 밀그램(권위에의 복종 실험)